# Pleurocerinella srilankai
Pleurocerinella srilankai är en tvåvingeart som beskrevs av Stuke och Camras 2009. Pleurocerinella srilankai ingår i släktet Pleurocerinella och familjen stekelflugor.
Artens utbredningsområde är Sri Lanka. Inga underarter finns listade i Catalogue of Life.